# Natura-2000-Gebiet Hundsheimer Berge
Koordinaten: 48° 7′ 10″ N, 16° 58′ 59″ O
Das Natura-2000-Gebiet Hundsheimer Berge ist ein nach der Richtlinie 92/43/EWG (Fauna-Flora-Habitat-Richtlinie) (kurz „FFH-Richtlinie“) ausgewiesenes Schutzgebiet (Gebietsnummer: AT1214000), das der Erhaltung mehrerer Lebensraumtypen und Arten dient.

## Lage

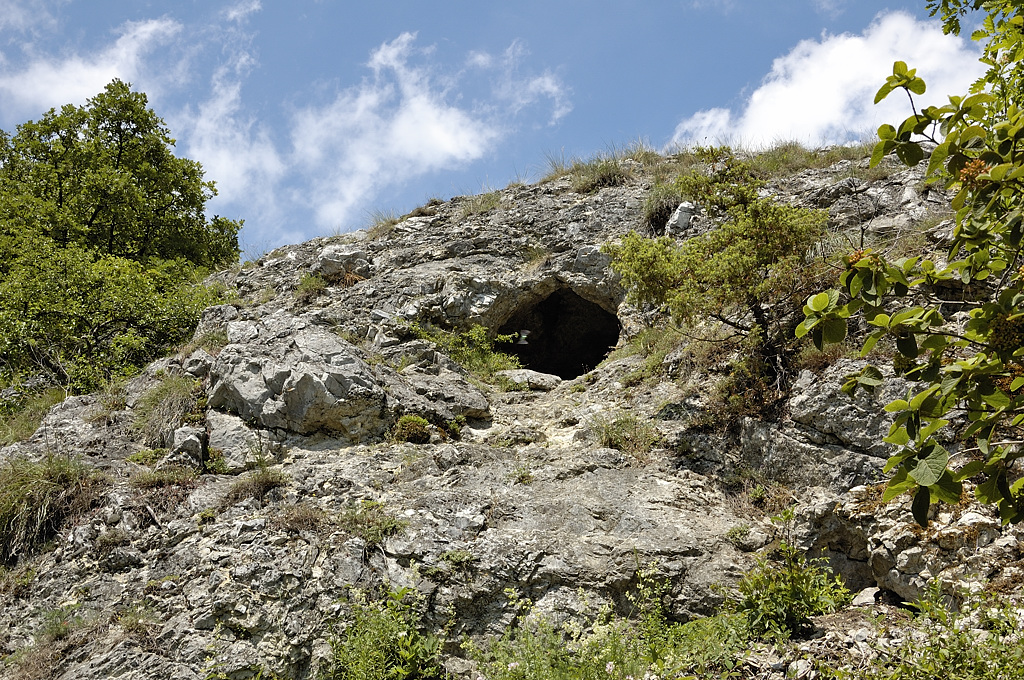
Höhle „Zwergenloch“ nördlich Hundsheim am Hexenberg

Das Schutzgebiet liegt südlich der Donau im Osten des österreichischen Bundeslandes Niederösterreich im Bezirk Bruck an der Leitha. Die Gemeinden Berg, Hainburg an der Donau, Hundsheim, Prellenkirchen und Wolfsthal haben Anteil daran. Es hat eine Größe von 2.135 Hektar und liegt in der kontinentalen biogeografischen Region Österreichs in einer Höhenlage zwischen 135 und 481 Meter ü.A.
Das Naturschutzgebiet „Spitzerberg“ und der überwiegende Teil des Naturschutzgebietes „Braunsberg-Hundsheimerberg“ sind im Natura-2000-Gebiet „Hundsheimer Berge“ integriert und nehmen darin etwa 18 % der Natura-2000-Gebietsfläche ein.

## Rechtliche Grundlage
Rechtliche Grundlagen für das Natura-2000-Gebiet sind die FFH-Richtlinie der Europäischen Union sowie § 31 der Verordnung über die Europaschutzgebiete der niederösterreichischen Landesregierung.
Die rechtliche Grundlage für die im Natura-2000-Gebiet liegenden Naturschutzgebiete sind in § 2 Absatz 2 (Naturschutzgebiet „Braunsberg-Hundsheimerberg“) und in § 2 Absatz 36 (Naturschutzgebiet „Spitzerberg“) der Verordnung über die Naturschutzgebiete sowie im Niederösterreichischen Naturschutzgesetz verankert.
Die beiden Naturschutzgebiete wurden vom Europarat 1989 zu Biogenetischen Reservaten erklärt. Die Grundlage bilden die Resolutionen (76) 17 vom 15. März 1976 und (79) 9 vom 29. Mai 1979 des Europarates zur Errichtung eines „Europäischen Netzwerkes biogenetischer Reservate“.

## Flora, Fauna und Habitate

### Lebensraumtypen
Im FFH-Gebiet sind die folgenden Lebensraumtypen von europaweiter Bedeutung als Schutzgüter ausgewiesen:
| Natura-2000-Code | Lebensraumtyp                                                                  | Anmerkungen                            |
| ---------------- | ------------------------------------------------------------------------------ | -------------------------------------- |
| 5130             | Formationen von Juniperus communis auf Kalkheiden und -rasen                   |                                        |
| 6110             | Lückige basophile oder Kalk-Pionierrasen (Alysso-Sedion albi)                  | prioritär                              |
| 6210             | Naturnahe Kalk-Trockenrasen und deren Verbuschungsstadien (Festuco-Brometalia) | prioritär bei Vorkommen von Orchideen  |
| 6240             | Subpannonische Steppen-Trockenrasen                                            | prioritär                              |
| 6510             | Magere Flachland-Mähwiesen (Alopecurus pratensis, Sanguisorba officinalis)     |                                        |
| 8210             | Kalkfelsen mit Felsspaltenvegetation                                           |                                        |
| 8310             | Nicht touristisch erschlossene Höhlen                                          |                                        |
| 9170             | Labkraut-Eichen-Hainbuchenwald Galio-Carpinetum                                |                                        |
| 9180             | Schlucht- und Hangmischwälder Tilio-Acerion                                    | prioritär, nicht signifikant im Gebiet |
| 91G0             | Pannonische Wälder mit Quercus petraea und Carpinus betulus                    | prioritär                              |
| 91H0             | Pannonische Flaumeichen-Wälder                                                 | prioritär                              |

### Tiere und Pflanzen
Im Natura-2000-Gebiet „Hundsheimer Berge“ sind folgende Arten des Anhangs II der FFH-Richtlinie als Schutzgüter verordnet:
| Natura-2000-Code | Art                                                        | Anmerkungen                 |
| ---------------- | ---------------------------------------------------------- | --------------------------- |
| Pflanzen         |                                                            |                             |
| 1689             | Österreichischer Drachenkopf (Dracocephalum austriacum)    |                             |
| 1917             | Waldsteppen-Beifuß (Artemisia pancicii)                    | prioritär                   |
| Säugetiere       |                                                            |                             |
| 1303             | Kleine Hufeisennase (Rhinolophus hipposideros)             | nicht signifikant im Gebiet |
| 1310             | Langflügelfledermaus (Miniopterus schreibersii)            | nicht signifikant im Gebiet |
| 1324             | Großes Mausohr (Myotis myotis)                             |                             |
| 1335             | Europäischer Ziesel (Spermophilus citellus)                |                             |
| Wirbellose       |                                                            |                             |
| 1059             | Heller Wiesenknopf-Ameisenbläuling (Maculinea teleius)     | nicht signifikant im Gebiet |
| 1060             | Großer Feuerfalter (Lycaena dispar)                        |                             |
| 1061             | Dunkler Wiesenknopf-Ameisenbläuling (Maculinea nausithous) | nicht signifikant im Gebiet |
| 1065             | Skabiosen-Scheckenfalter (Euphydryas aurinia)              | nicht signifikant im Gebiet |
| 1074             | Hecken-Wollafter (Eriogaster catax)                        |                             |
| 1083             | Hirschkäfer (Lucanus cervus)                               |                             |
| 1088             | Großer Eichenbock (Cerambyx cerdo)                         | nicht signifikant im Gebiet |

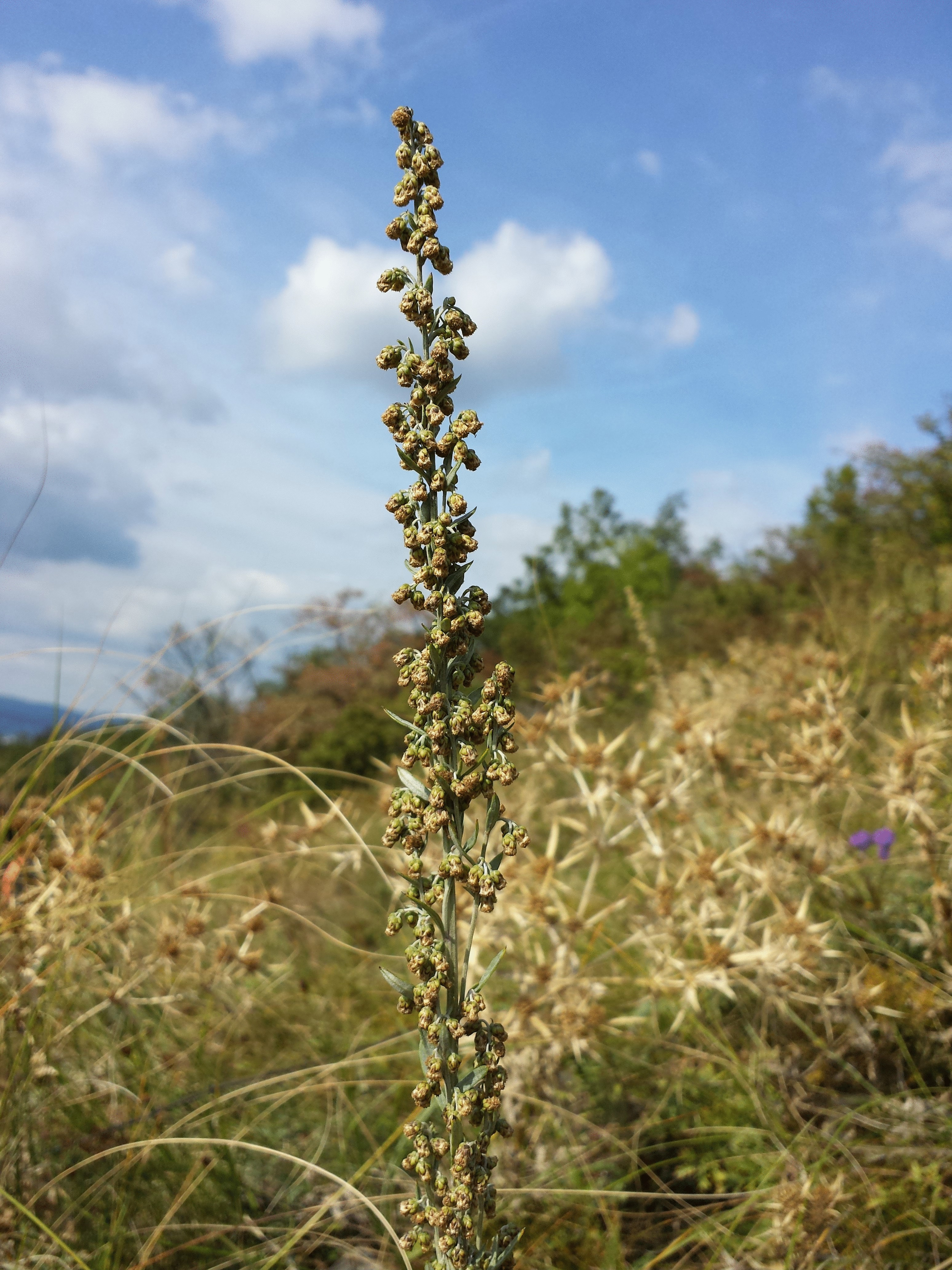
Waldsteppen-Beifuß (Artemisia pancicii)
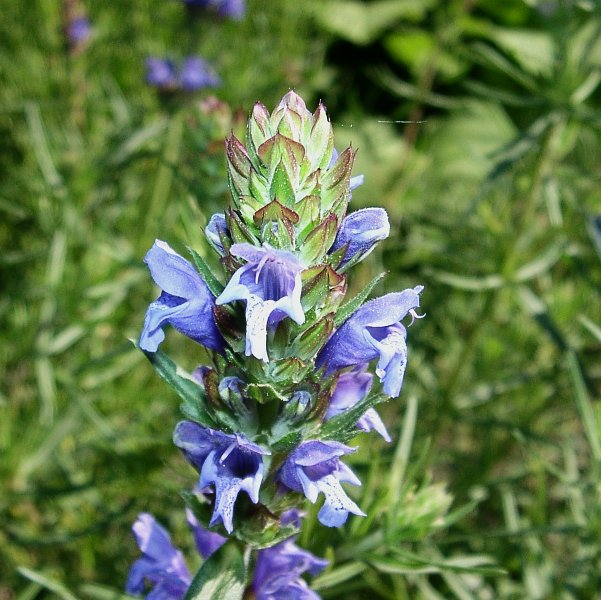
Österreichischer Drachenkopf (Dracocephalum austriacum)
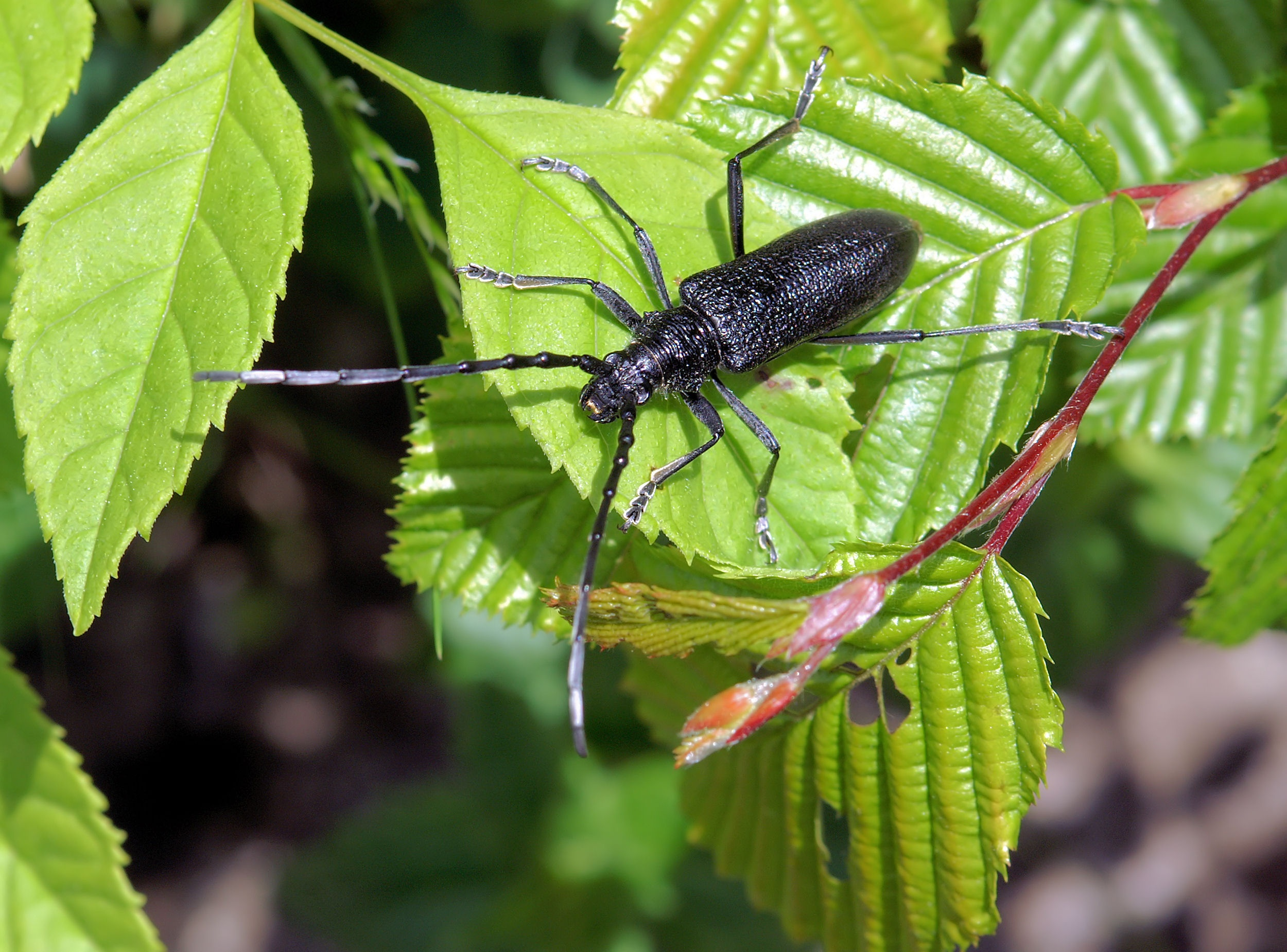
Großer Eichenbock (Cerambyx cerdo)
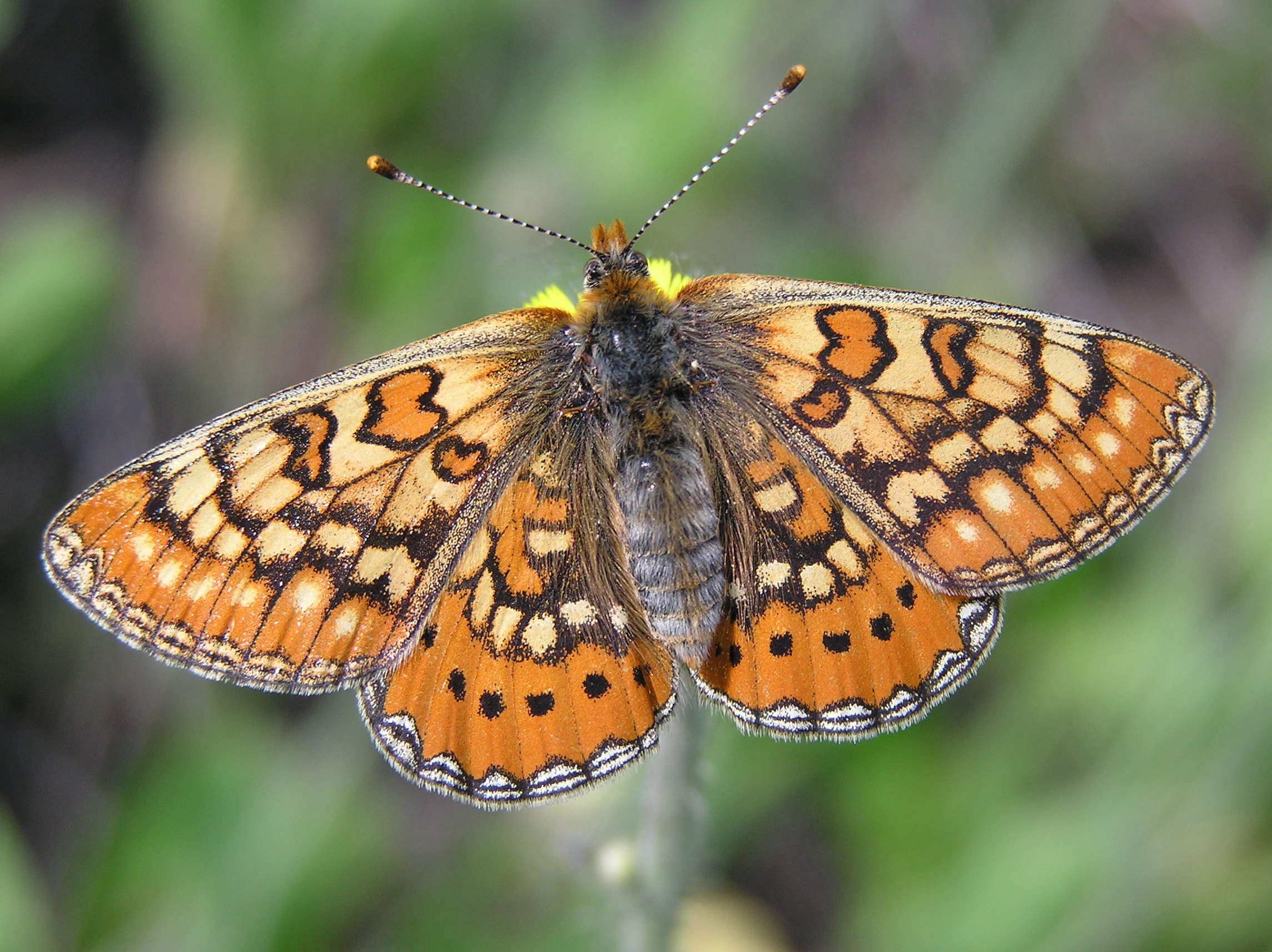
Skabiosen-Scheckenfalter (Euphydryas aurinia)
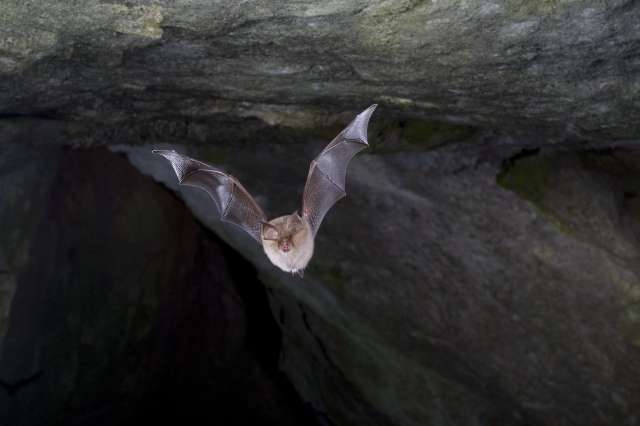
Kleine Hufeisennase (Rhinolophus hipposideros)
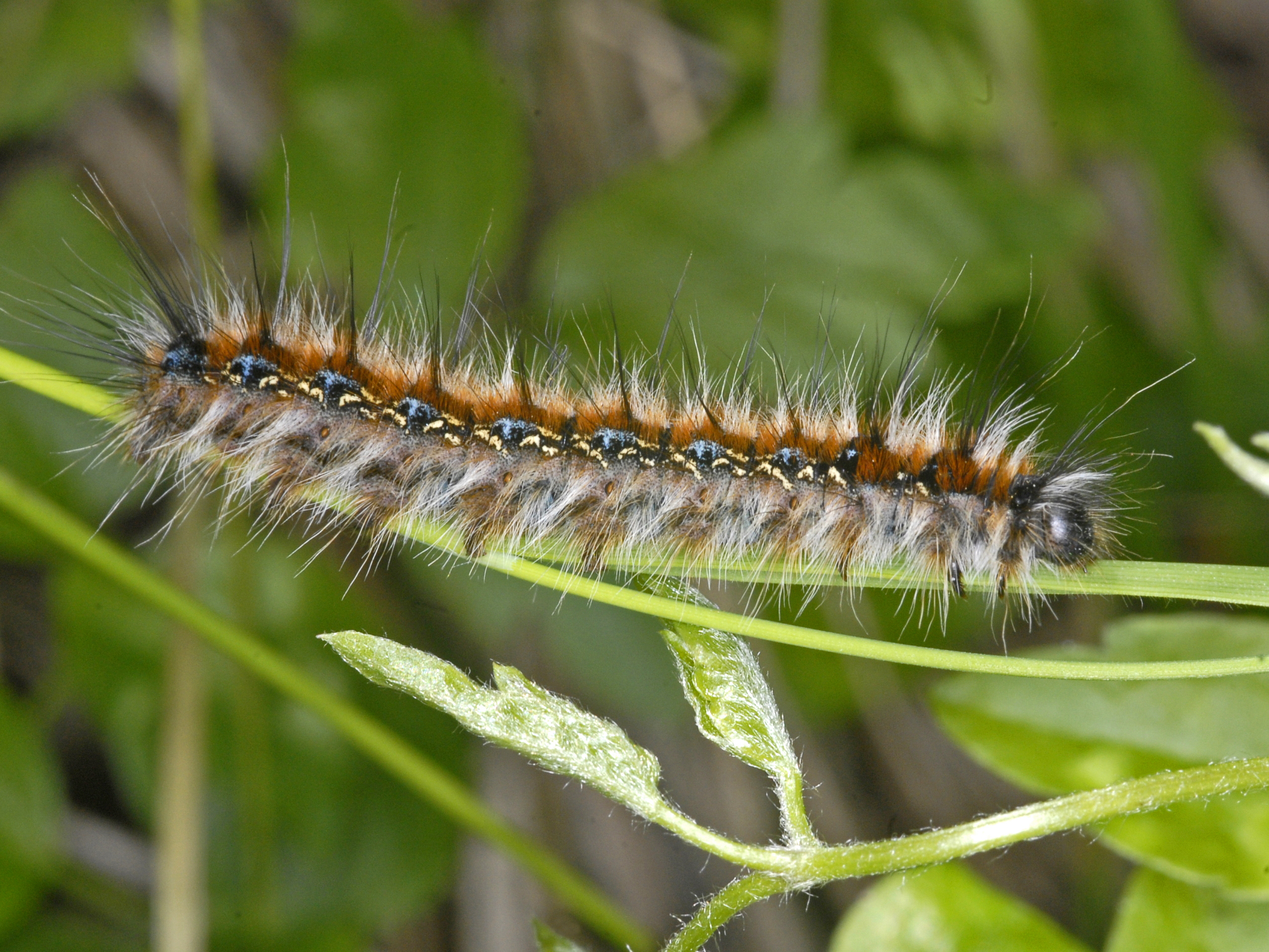
Raupe des Hecken-Wollafters (Eriogaster catax)
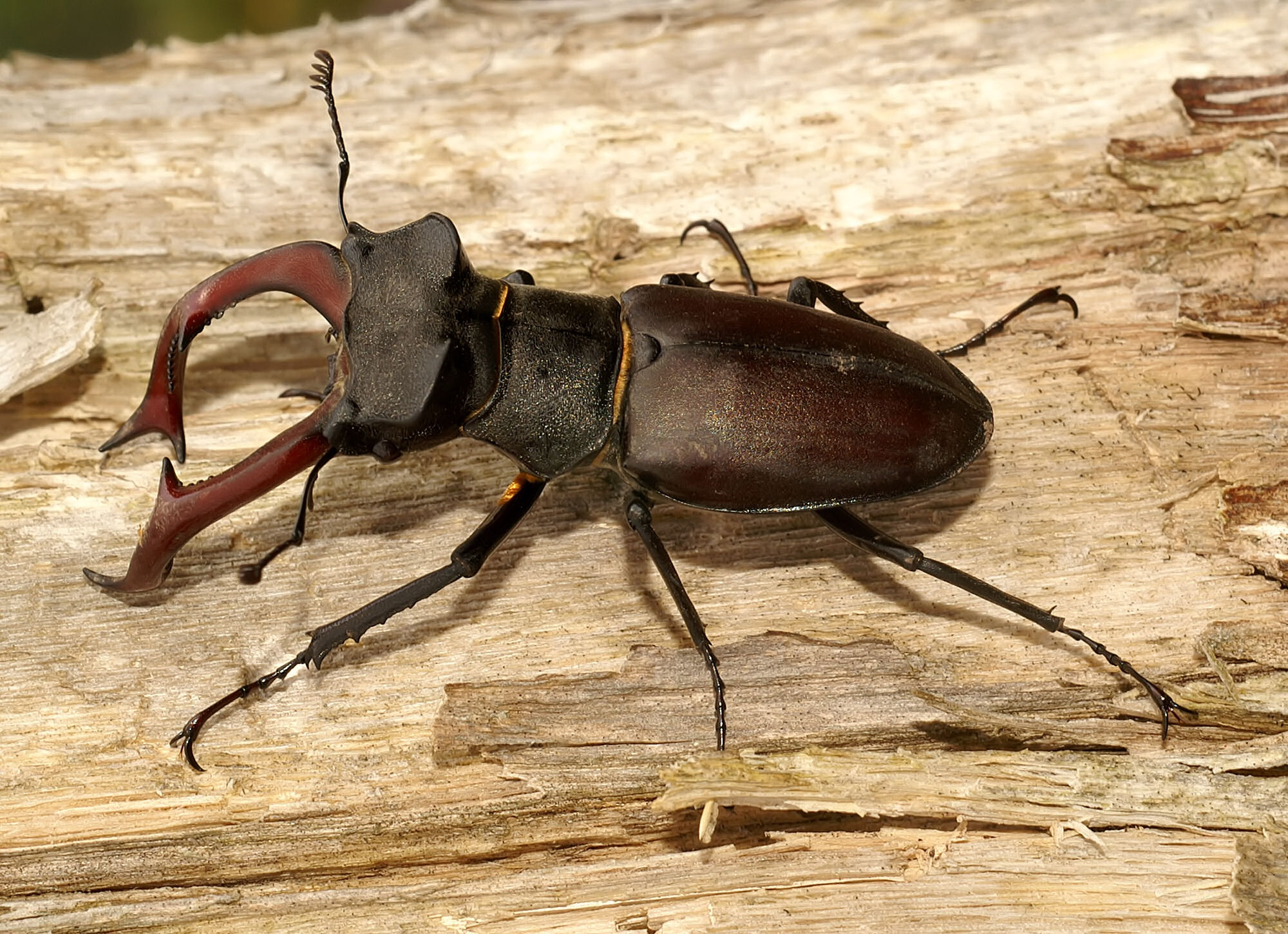
Hirschkäfer (Lucanus cervus)
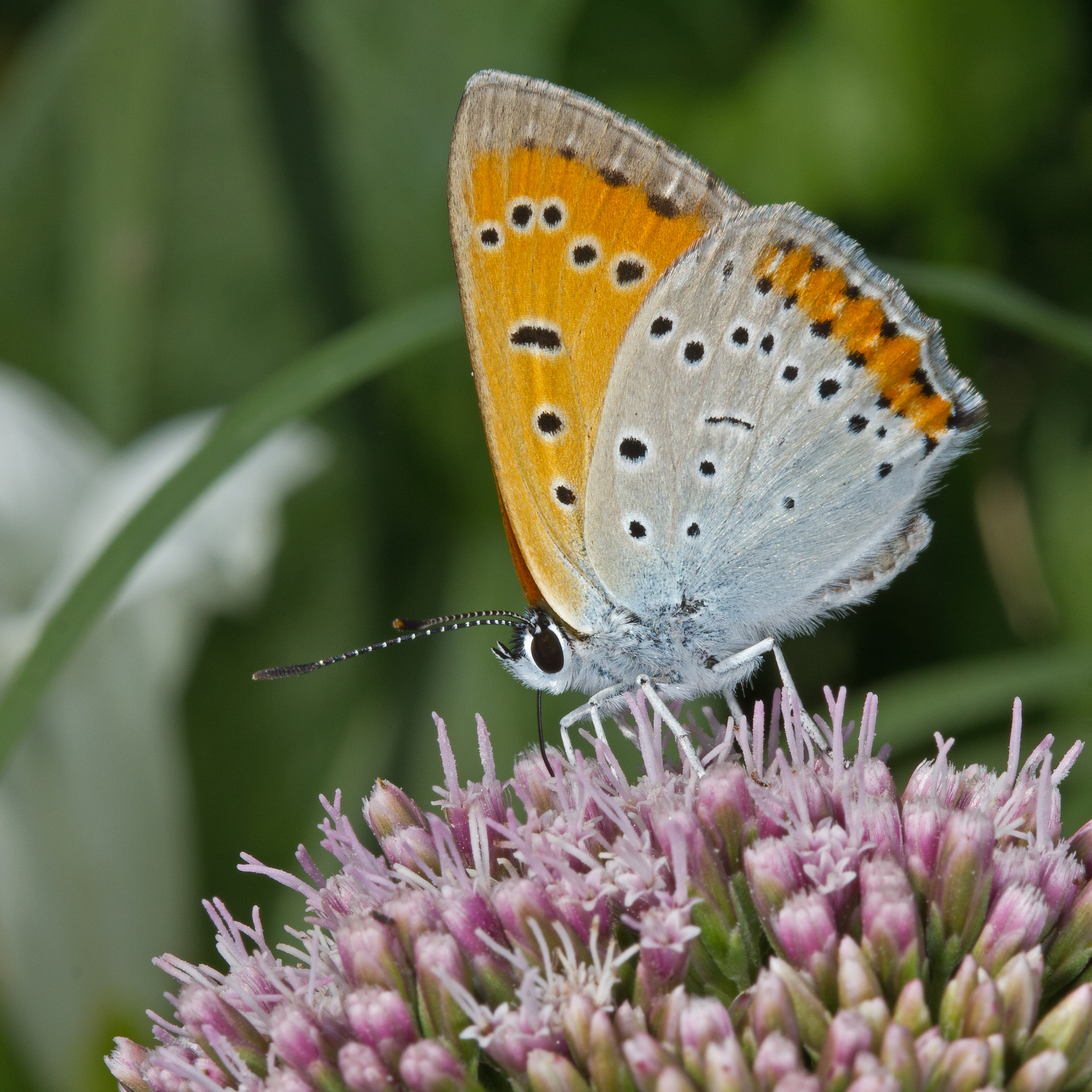
Großer Feuerfalter (Lycaena dispar)

Neben den hier aufgeführten Arten des Anhangs II der FFH-Richtlinie werden im Standarddatenbogen noch 142 weitere wichtige Arten im Natura-2000-Gebiet geführt (sortiert nach wissenschaftlichem Artnamen):
Ungarische Wiesen-Schafgarbe (Achillea pannonica), Feinblättrige Schafgarbe (Achillea setacea), Frühlings-Adonisröschen (Adonis vernalis), Gelber Günsel (Ajuga chamaepitys), Gelber Lauch (Allium flavum), Berg-Lauch (Allium senescens syn. Allium montanum), Kugelköpfiger Lauch (Allium sphaerocephalon), Alopecosa fabrilis, Pyramiden-Hundswurz (Anacamptis pyramidalis), Gemeine Ochsenzunge (Anchusa officinalis), Langgestielter Mannsschild (Androsace elongata), Großes Windröschen (Anemone sylvestris), Färberkamille (Anthemis tinctoria), Wespenspinne (Argiope bruennichi), Berg-Aster (Aster amellus), Gold-Aster (Aster linosyris), Österreich-Tragant (Astragalus austriacus), Gemeine Tapezierspinne (Atypus affinis), Totenkäfer (Blaps lethifera), Boreus westwoodii, Sparrige Trespe (Bromus squarrosus), Bumbus fragans, Filz-Glockenblume (Campanula bononiensis), Steppen-Glockenblume (Campanula sibirica), Ungarischer Laufkäfer (Carabus hungaricus), Nickende Distel (Carduus nutans), Filz-Flockenblume (Centaurea triumfetti), Gerippte Bänderschnecke (Cepaea vindobonensis), Berghexe (Chazara briseis), Chrysochus asclepiadeus, Coleophora ononidella, Coleophora supinella, Coleophora talinineella, Schlingnatter (Coronella austriaca), Eingriffeliger Weißdorn (Crataegus monogyna), Cymindis axillaris, Cymindis variolosa, Hainburger Feder-Nelke (Dianthus lumnitzeri), Pannonische Karthäuser-Nelke (Dianthus pontederae), Ruthenische Kugeldistel (Echinops ritro ssp. ruthenicus), Drüsenblättrige Kugeldistel (Echinops sphaerocephalus), Äskulapnatter (Elaphe longissima), Rote Röhrenspinne (Eresus niger), Wohlriechender Schöterich (Erysimum odoratum), Walliser Schaf-Schwingel (Festuca valesiaca), Wiesen-Gelbstern (Gagea pratensis), Zwerg-Gelbstern (Gagea pusilla), Blutroter Storchschnabel (Geranium sanguineum), Harpalus saxicola, Sand-Strohblume (Helichrysum arenarium), Steppenhafer (Helictotrichon desertorum), Trauer-Nachtviole (Hesperis tristis), Christusaugen-Alant (Inula oculus-christi), Zwerg-Schwertlilie (Iris pumila), Gemeiner Wacholder (Juniperus communis), Zauneidechse (Lacerta agilis), Östliche Smaragdeidechse (Lacerta viridis), Ungarische Platterbse (Lathyrus pannonicus), Licinus cassideus, Türkenbund (Lilium martagon), Violetter Dingel (Limodorum abortivum), Österreichischer Lein (Linum austriacum), Zottel-Lein (Linum hirsutum), Glatter Dickrüssler (Liparus dirus), Slowakei-Hornklee (Lotus borbasii), Acker-Wachtelweizen (Melampyrum arvense), Europäische Gottesanbeterin (Mantis religiosa), Ungarischer Andorn (Marrubium peregrinum), Bart-Wachtelweizen (Melampyrum barbatum), Kamm-Wachtelweizen (Melampyrum cristatum), Klebrige Miere (Minuartia viscosa), Schopfige Traubenhyazinthe (Muscari comosum), Weinbergs-Traubenhyazinthe (Muscari racemosum), Schmalblütige Traubenhyazinthe (Muscari tenuiflorum syn. Muscari tenuifolium), Acker-Schwarzkümmel (Nigella arvensis), Braunes Mönchskraut (Nonea pulla), Weinhähnchen (Oecanthus pellucens), Zierlicher Hauhechel (Ononis pusilla), Sand-Lotwurz (Onosma arenaria), Dalmatien-Lotwurz (Onosma visianii), Helm-Knabenkraut (Orchis militaris), Kleines Knabenkraut (Orchis morio), Brand-Knabenkraut (Orchis ustulata), Strahlen-Breitsame (Orlaya grandiflora), Ornithogalum comosum, Ornitholagum gussonei, Große Sommerwurz (Orobranche elatior), Otiorhynchus jaqueti, Zottiger Spitzkiel (Oxytropis pilosa), Schwalbenschwanz (Papilio machaon), Segelfalter (Iphiclides podalirius, auch Papilio podalirius), Schwarzer Apollo (Parnassius mnemosyne), Sprossende Felsennelke (Petrorhagia prolifera), Gemeine Sichelschrecke (Phaneroptera falcata), Goldaugenspringspinne (Philaeus chrysops), Sand-Wegerich (Plantago arenaria syn. Plantago indica), Braunes Langohr (Plecotus auritus), Graues Langohr (Plecotus austriacus), Echtes Salomonssiegel (Polygonatum odoratum), Echte Schlüsselblume (Primula veris), Weiße Braunelle (Prunella laciniata), Zwerg-Kirsche (Prunus fruticosa), Schlehe (Prunus spinosa), Große Kuhschelle (Pulsatilla grandis), Flaumeiche (Quercus pubescens), Scharbockskraut (Ranunculus ficaria), Illyrischer Hahnenfuß (Ranunculus illyricus), Bibernell-Rose (Rosa pimpinellifolia), Große Sägeschrecke (Saga pedo), Österreichischer Salbei (Salvia austriaca), Wiener Nachtpfauenauge (Saturnia pyri), Zwiebel-Steinbrech (Saxifraga bulbifera), Dreifinger-Steinbrech (Saxifraga tridactylites), Duft-Skabiose (Scabiosa canescens), Sceliphron destillatorius, Gelbköpfige Dolchwespe (Megascolia maculata syn. Scolia flavifrons), Borstige Dolchwespe (Scolia hirta), Garten-Schwarzwurzel (Scorzonera hispanica), Österreichische Schwarzwurzel (Scorzonera austriaca), Rote Schwarzwurzel (Scorzonera purpurea), Steppen-Greiskraut (Senecio integrifolius), Einkopf- oder Wolfsfuß-Zwitterscharte (Serratula lycopifolia), Ohrlöffel-Leimkraut (Silene otites), Matter Pillenwälzer (Sisyphus schaefferi), Eurasischer Grashüpfer (Stenobothrus eurasius), Schwarzfleckiger Grashüpfer (Stenobothrus nigromaculatus), Zierliches Federgras (Stipa eriocaulis), Echtes Federgras (Stipa pennata syn. Stipa joannis), Gelbscheidiges Federgras (Stipa pulcherrima), Ästig-Leinblatt (Thesium arvense), Spatzenzunge (Thymelaea passerina), Steppen-Thymian (Thymus pannonicus), Jakobskrautbär (Thyria jacobaeae), Trigonella monspeliuaca, Trigonella phoenideum, Frühlings-Ehrenpreis (Veronica verna), Steppen-Veilchen (Viola ambigua), Einjährige Papierblume (Xeranthemum annuum), Xylocopa valga, Große Holzbiene (Xylocopa violacea), Zabrus spinipes, Märzenschnecke (Zebrina detrita).
Einige dieser Arten sind Arten von gemeinschaftlicher Bedeutung und entsprechend in Anhang II der FFH-Richtlinie aufgeführt. Sie hätten somit als unmittelbare Schutzgüter des Natura-2000-Gebietes im Standarddatenbogen aufgeführt werden müssen. Für die Arten Große Kuhschelle (Pulsatilla grandis), Eurasischer Grashüpfer (Stenobothrus eurasius), Hainburger Feder-Nelke (Dianthus lumnitzeri) und Wolfsfuß-Zwitterscharte (Serratula lycopifolia) verlangt die EU-Kommission von Österreich mit Mahnschreiben vom 30. Mai 2013 die Ausweisung im Natura-2000-Gebiet „Hundsheimer Berge“. Zuvor war auch in einer Studie die mangelhafte Ausweisung von Natura-2000-Gebieten für die Erhaltung von Arten des Anhangs II der FFH-Richtlinie bearbeitet worden.

## Erhaltungsziele
Die Gebietsverordnung legt die Erhaltung oder Wiederherstellung eines günstigen Erhaltungszustandes der signifikant im Gebiet vorkommenden ausgewiesenen natürlichen Lebensraumtypen des Anhangs I der FFH-Richtlinie sowie der Lebensräume der signifikant vorkommenden ausgewiesenen Tier- und Pflanzenarten des Anhangs II der FFH-Richtlinie fest.